# Trương Nam (diễn viên)
Trương Nam (giản thể: 张楠, phồn thể: 張楠, bính âm: Zhāng Nán) sinh ngày 27 tháng 6 năm 1997 là một nữ diễn viên người Trung Quốc, trực thuộc công ty giải trí Hoan Ngu Ảnh Thị.

## Sự nghiệp
Ngày 19 tháng 1 năm 2019, bộ phim cổ trang quyền mưu Hạo Lan Truyện với sự tham gia của Ngô Cẩn Ngôn, Mao Tử Tuấn và Nhiếp Viễn được phát sóng trên kênh iQIYI, trong phim cô thủ vai công chúa Quỳnh Hoa.
Tháng 6 năm 2020, cô cùng Tôn Y Hàm hợp tác diễn chính trong bộ phim dân quốc Song kính, trong phim cô vào vai Hứa Ấu Di, một nữ nhà văn nổi tiếng đến từ Thượng Hải. Ngày 10 tháng 7, bộ phim tình cảm ngọt ngào My Love and Stars do cô đóng cùng Diêu Thỉ chính thức khai máy, trong phim cô đóng vai trợ lý của ca sĩ trẻ An Tiểu Tự. Ngày 19 tháng 8, bộ phim giả tưởng Người bạn kỳ quái của tôi do Vương Nhất Bác và Trương Dật Kiệt diễn chính được lên sóng, trong phim cô vào vai một Tùng Nhạc Hi sở hữu siêu năng lực, là một cô gái dám yêu dám hận. Ngày 15 tháng 10, bộ phim cổ trang Thượng Thực chính thức khai máy.
Ngày 24 tháng 1 năm 2021, bộ phim Giữa thanh xuân cô hợp tác cùng Ngô Cẩn Ngôn, Hà Nhuận Đông và một số diễn viên khác chính thức phát sóng, trong phim cô vào vai Lăng Tiêu Tiêu, một du học sinh thông minh xinh đẹp vừa về nước. Cùng năm, bộ phim Li Ca Hành do cô đóng vai Phó Âm cũng đã phát sóng.
Ngày 22 tháng 2 năm 2022, bộ phim cổ trang Thượng Thực do Ngô Cẩn Ngôn và Hứa Khải đóng được phát sóng trên Mango TV, cô vào vai Hoàng hậu Châu Chiêm Cơ đầu tiên Hồ Thiện Tường.

## Danh sách phim

### Phim điện ảnh
| Năm            | Tựa đề    | Tựa đề gốc | Vai           | Ghi chú   |
| -------------- | --------- | ---------- | ------------- | --------- |
| Chưa phát sóng | Thiên thư | 天书       | Nhan Như Ngọc | Vai chính |

### Phim truyền hình
| Năm  | Tựa đề                                                    | Tựa đề gốc           | Vai             | Ghi chú   |
| ---- | --------------------------------------------------------- | -------------------- | --------------- | --------- |
| 2017 | Khoảng cách năm ánh sáng giữa anh và em                   | 我与你的光年距离     | Lâm Bối Lạp     | Vai phụ   |
| 2017 | Họa tâm sư                                                | 画心师               | Ngọc Yên        | Vai phụ   |
| 2018 | Phượng Tù Hoàng                                           | 凤囚凰               | Chung Niên Niên | Vai phụ   |
| 2019 | Hạo Lan truyện                                            | 皓镧传               | Quỳnh Hoa       | Vai phụ   |
| 2019 | Trường quân đội liệt hỏa                                  | 烈火军校             | Viên Phinh Đình | Vai phụ   |
| 2019 | Thượng đạo                                                | 上道                 | Tỉnh Anh        | Vai phụ   |
| 2020 | Bí mật võ lâm : mỹ nhân đồ giám                           | 楚留香新传之美人图鉴 | Lãnh Tinh Thần  | Vai phụ   |
| 2020 | Người bạn kỳ quái của tôi                                 | 我的奇怪朋友         | Tùng Nhạc Hi    | Vai phụ   |
| 2021 | Giữa thanh xuân                                           | 正青春               | Lăng Tiêu Tiêu  | Vai phụ   |
| 2021 | Li Ca Hành                                                | 骊歌行               | Phó Âm          | Vai phụ   |
| 2021 | Song kính                                                 | 双镜                 | Hứa Ấu Di       | Vai chính |
| 2022 | Tình Tôi Và Sao Trời                                      | 我的爱与星辰         | Tân Thần        | Vai chính |
| 2022 | Thượng Thực                                               | 尚食                 | Hồ Thiện Tường  | Vai phụ   |
| 2022 | Gia truyền                                                | 传家                 | Dịch Chung Tú   | Vai phụ   |
| 2023 | Triều Ca                                                  | 朝歌                 | Long Nữ         | Vai phụ   |
| 2023 | Nhất Kiến Bất Khuynh Tâm                                  | 一见不倾心           | Từ Tiểu Ngải    | Vai phụ   |
| 2023 | Phùng Vũ Nùng, Yên Chi Loạn (Vi Vũ Yến Song Phi)          | 风雨浓，胭脂乱       | Mạt Hỉ          | Vai chính |
| 2023 | Hãy cùng nhau kế thừa (Hi-producer: Đúng lúc gặp được em) | 一起来传承吧         | Ngư Tại Tảo     | Vai chính |